# Malév Hungarian Airlines

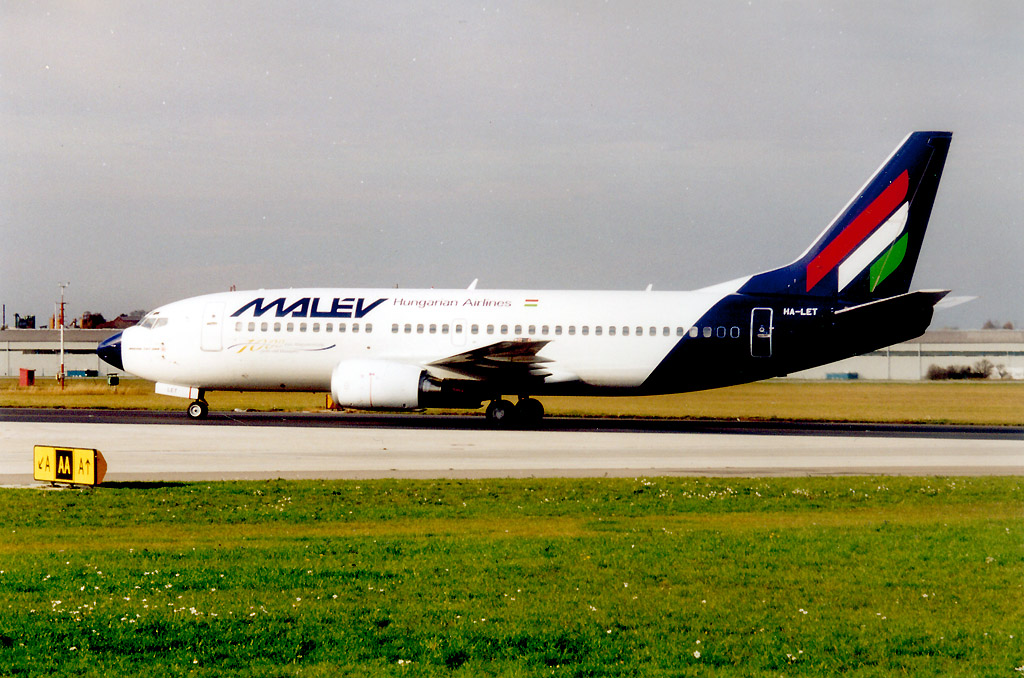
Un ex Boeing 737-300 della compagnia.

La Malév, acronimo ungherese di Magyar Légiközlekedési Vállalat (in italiano Linee Aeree Ungheresi), era la principale compagnia aerea ungherese. Ha dichiarato fallimento, sospendendo tutti i voli, il 3 febbraio 2012. Fece parte dell’alleanza Oneworld dal 29 marzo 2007 fino alla chiusura.

## Flotta
Al 3 febbraio 2012, la flotta della Malév era costituita dai seguenti aeromobili:
| Aereo                  | Quantità | Passeggeri | Passeggeri | Passeggeri | Note                                        |
| Aereo                  | Quantità | J          | Y          | Totale     | Note                                        |
| ---------------------- | -------- | ---------- | ---------- | ---------- | ------------------------------------------- |
| Airbus A310            |          | 1          | 1          | 1          | 1                                           |
| Airbus A319            |          | 1          | 1          | 1          | 1                                           |
| Airbus A320            |          | 1          | 1          | 1          | 1                                           |
| Airbus A321            |          | 1          | 1          | 1          | 1                                           |
| Boeing 737-600         | 6        | 9          | 100        | 109        | Parcheggiati all'Aeroporto Phoenix Goodyear |
| Boeing 737-700         | 7        | 14         | 107        | 121        | 6 passati a Transaero                       |
| Boeing 737-800         | 5        | 29 —       | 139 180    | 168 180    |                                             |
| Boeing 747-8           |          | 1          | 1          | 1          | 1                                           |
| Boeing 777-200ER       | 1        | 1          | 1          | 1          |                                             |
| Boeing 777-300ER       | 1        | 1          | 1          | 1          |                                             |
| Boeing 787-9           | 1        | 1          | 1          | 1          |                                             |
| Boeing 787-10          | 1        | 1          | 1          | 1          |                                             |
| Bombardier Dash 8 Q400 | 4        | —          | 72         | 72         | Ritornati a SAS                             |
| Embraer 190            |          | 1          | 1          | 1          | 1                                           |
| Totale                 | 22       |            |            |            |                                             |

La Malév aveva in ordine 15 Sukhoi Superjet 100 e altri 4 Bombardier Q400, ma le acquisizioni non sono state effettuate.
L'età media della flotta (a giugno 2010) era di 7,1 anni.

## Voli in code sharing
Rotte che erano operate in code-sharing per le linee aeree partner dalla Malév da/per Budapest:
| Operato per     | Destinazioni da/per Budapest                                           |
| --------------- | ---------------------------------------------------------------------- |
| Aeroflot        | Mosca-Šeremet'evo                                                      |
| Aerosvit        | Kiev-Boryspil, Odessa                                                  |
| Air France      | Parigi-Charles de Gaulle                                               |
| Alitalia        | Roma-Fiumicino, Milano-Malpensa, Venezia                               |
| British Airways | Londra-Gatwick, Larnaca, Sarajevo, Skopje, Tirana, Târgu Mureş, Varna  |
| Bulgaria Air    | Sofia, Varna                                                           |
| Carpatair       | Cluj-Napoca, Târgu Mureş, Venezia                                      |
| CSA             | Praga, Pristina, Tirana, Varna                                         |
| Finnair         | Helsinki                                                               |
| Iberia          | Madrid, Málaga, Francoforte, Monaco di Baviera, Roma-Fiumicino, Zurigo |
| Japan Airlines  | Amsterdam, Francoforte                                                 |